# Yves Nat
Pour les articles homonymes, voir Nat.
Répertoire
Yves Nat, né le 29 décembre 1890 à Béziers et mort le 31 août 1956 à Paris, est un pianiste et pédagogue français.

## Biographie

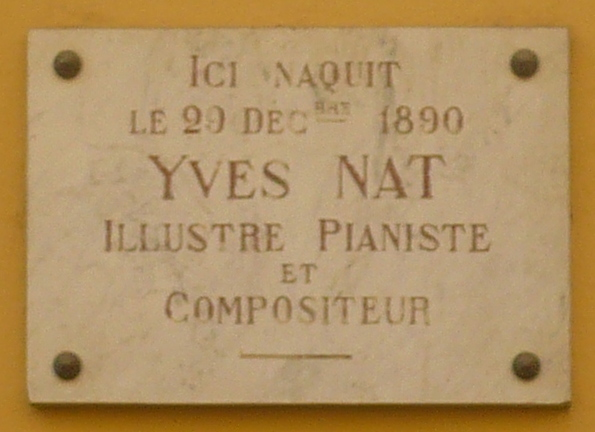
Plaque apposée sur la maison natale de Nat, au 12 rue de Mazagran à Béziers.

Enfant prodige né à Béziers, il improvisait à l'orgue de la cathédrale dès l'âge de sept ans. Il donne son premier concert en 1910. Il étudie ensuite dans la classe de Paul Rougnon et Louis Diémer au Conservatoire de Paris et obtient un premier prix de piano en 1907. Sa présence sonore subjugue le public et l'entraîne malgré lui dans le tourbillon d'une carrière de concertiste, parrainée par le grand violoniste Eugène Ysaÿe.
Par son répertoire, il se consacre essentiellement à la musique romantique : Schubert, Schumann, Brahms. À partir de 1935, nommé professeur au Conservatoire de Paris, il interrompt sa carrière pour se consacrer à l'enseignement. Parmi ses élèves on note : Yuri Boukoff, Reine Gianoli, Claude Kahn, Jean Neveu, Robert Veyron-Lacroix, Jean Martin, Jörg Demus, Geneviève Joy, Gérard Frémy, Odette Gartenlaub, Lucette Descaves, Hélène Liamine, Jean-Bernard Pommier, Santos Ojeda, Marie-Claire Alain, Jacqueline Eymar, Pierre Sancan, Nadia Tagrine, Gisèle Millet, Geneviève Dinand, André Krust, Michel Briguet, Liliane Donskoy, Jeanne Marguillard, Catherine Silie et Louis-Claude Thirion.
Dans les années 1950, il enregistre pour Les Discophiles français, l'intégrale des 32 Sonates pour piano de Beethoven, et la plus grande partie de l'œuvre pour piano de Schumann, pour lequel il a une prédilection. Une remarquable version de la seconde sonate de Frédéric Chopin figure également dans sa discographie. Ses enregistrements offrent « une sonorité pleine de tendresse, un sens des contrastes, une délicatesse qui se mêlent à un jeu empli de clairs-obscurs évocateurs. Le brillant et le superficiel sont bannis de son esthétique ».
Après un premier mariage malheureux, il épouse en secondes noces une de ses élèves, Élise Vuillaume, décédée en 1982.
Il meurt à son domicile, 7 rue Alfred Bruneau dans le 16e arrondissement de Paris, le 31 août 1956.

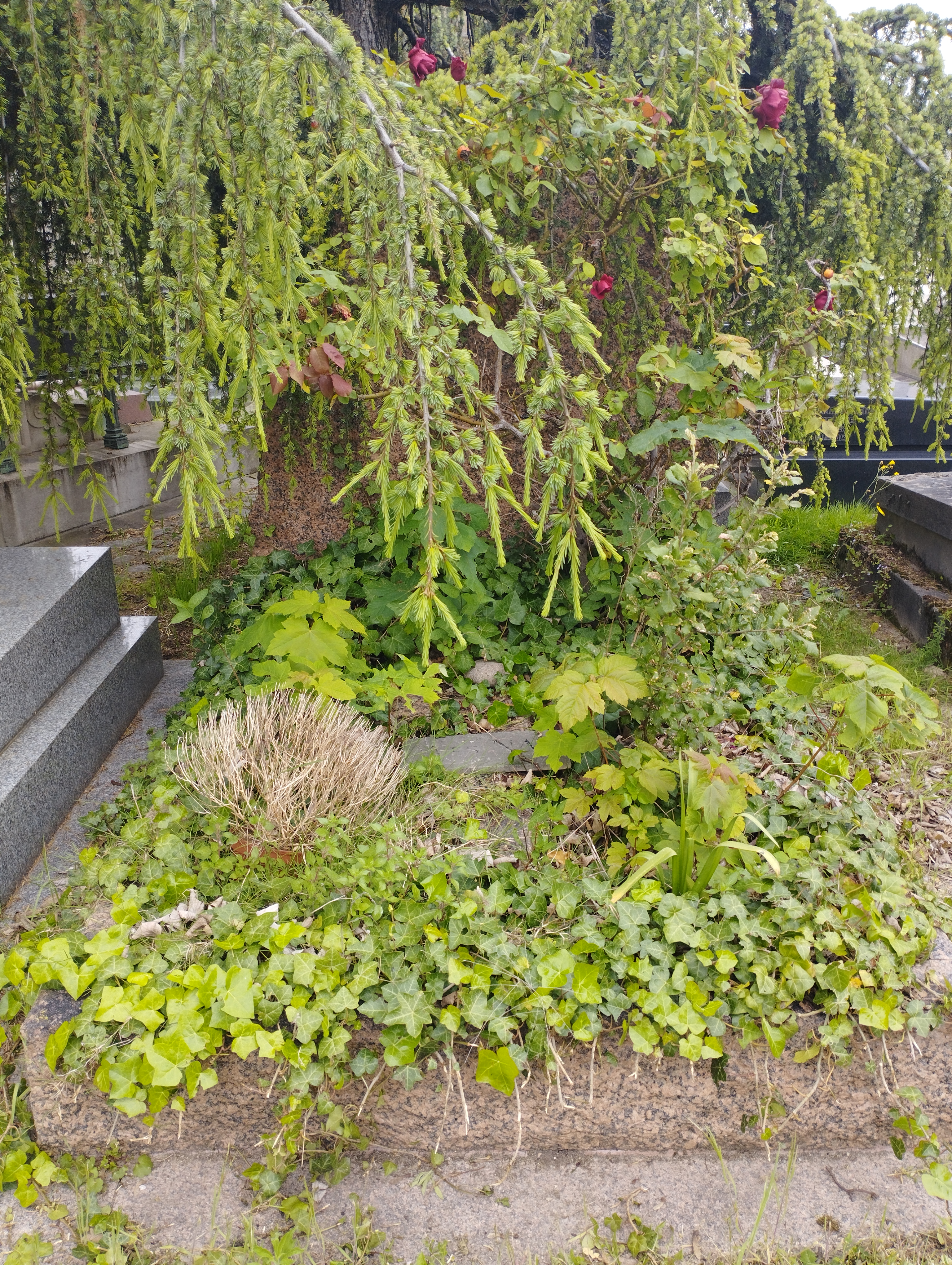
Tombe d'Yves Nat au cimetière de Passy (division 9).

Il est inhumé au cimetière de Passy (division 9).
Il a composé également des œuvres pour piano, de la musique de chambre et un oratorio.

## Œuvres
- Sonatine pour piano « Les Oiseaux » (1920)
- L'Enfer, poème symphonique pour solistes, chœur et grand orchestre créé en 1942
- Valse de la mort, concerto pour piano, créé en 1954

## Discographie
Liste des enregistrements pour Les Discophiles français, dans l'ordre de parution :
- Schumann, Novelettes (octobre 1956, Les Discophiles français DF 51, 30 CM)
- Schumann, Kreisleriana (1955, Les Discophiles français DF 55, 25 CM)
- Schumann, Fantaisie, op 17, Études symphoniques (1953, Les Discophiles français DF 56, 30 CM)
- Beethoven Sonates pour piano no 8, 23 et 14, Les Discophiles français DF 57, 30 CM
- Schumann, Toccata, Romances, Arabesque (22 septembre 1954, novembre 1955, Les Discophiles français DF 58, 19 CM)
- Schubert, Les Moments musicaux (avant le 6 mai 1952, Les Discophiles français DF 72, 17 CM)
- Beethoven, Sonates pour piano nos 24 et 25 (23 février/5 mai 1954, op. 78 et 79, Les Discophiles français DF 73, 17 CM)
- Schumann, Scènes d’enfants (1954, Les Discophiles français DF 77, 17 CM)
- Chopin, Barcarolle, Fantaisie, Sonate no 2, op. 35 « funèbre » (6 mars 1953, Les Discophiles français DF 84, 25 CM)
- Beethoven, Sonates pour piano nos 30, 31 et 32 (17 février 1954, Les Discophiles français DF 109, 30 CM)
- Beethoven, Sonates pour piano nos 25, 26, 27 et 28 (3/5 mai, 14 juin 1954, Les Discophiles français DF 125, 30 CM)
- Beethoven, Sonates pour piano nos 17, 19, 20 et 21° (21 octobre 1954 et 4 mai 1954°, Les Discophiles français DF 126, 30 CM
- Schumann, Scènes d’enfants, Toccata, Arabesque, Papillons et Romances (1954, Les Discophiles français DF 128, 30 CM)
- Beethoven, Sonates pour piano nos 9, 10, 16 et 22 (juin 1953 et 17, 18 novembre 1954, Les Discophiles français DF 133, 30 CM)
- Beethoven, Sonate pour piano no 29 et 32 Variations en ut mineur, WoO 80 (4, 22, 25-26 octobre 1954 et février 1955, Les Discophiles français DF 144, 30 CM)
- Beethoven, Sonates pour piano nos 5, 6, 7 et 24 (9/23 février 1955 et 23 février 1954, Les Discophiles français DF 145, 30 CM)
- Beethoven, Sonates pour piano nos 1, 12 et 13 (avant le 20 septembre 1955, Les Discophiles français DF 153, 30 CM)
- Beethoven, Sonates pour piano nos 2 et 3 (septembre 1955, Les Discophiles français DF 154, 30 CM)
- Beethoven, Sonates pour piano nos 4 et 11 (avant le 20 septembre 1955, Les Discophiles français DF 155, 30 CM)
- Beethoven, Sonates pour piano nos 15 et 18 (avant septembre 1955, Les Discophiles français DF 161, 30 CM)
- Brahms, Variations et fugue sur un thème de Haendel, op. 24, 2 Rhapsodies, op. 79*, 3 Intermezzi, op. 117° (octobre ou novembre / 5 décembre 1955° et 1956*, Les Discophiles français DF 177, 30 CM)
- Schumann, Fantasiestücke et Humoresque (octobre et novembre 1955, Les Discophiles français DF 178, 30 CM)

- Yves Nat: Concert, Paris, 1953 : Schumann, Beethoven[6]

Tous ces enregistrements, dont l'ingénieur du son est André Charlin, sont réédités chez EMI/Warner, avant d'être repris dans une intégrale :
- Brahms et Schubert (« Références » EMI)
- Beethoven, dans un coffret de sonates (8CD EMI)
- Schumann, avec en plus le Concerto (25-26 avril 1933, dirigé par Eugène Bigot) et trois autres opus 12 (1937), 15 (1930) et 26 (1938) enregistré pour Columbia France (4CD EMI)[7]
- Ses enregistrements 1930–1956 : contient tous les enregistrements Discophiles Français ci-dessus ainsi que les enregistrements produits par Columbia France entre 1929 et 1938, une interview et son concerto pour piano (4 février 1954, dirigé par Pierre Dervaux) (coffret du 50e anniversaire, paru en 2006, 15 CD EMI).